# Первый Всебелорусский съезд Советов рабочих и солдатских депутатов
В Минске 2-3 февраля 1919 года состоялся I Всебелорусский съезд Советов. На съезде Всероссийского Центрального исполнительного комитета Яков Михайлович Свердлов огласил предложение «О признании независимости ССРБ» Съезд определил территорию ССРБ в составе минской и Гродненской губерний.
На съезде была принята Конституция ССРБ. Согласна ей высшая власть в республике принадлежала съезду Советов, а в период между съездами — Центральному исполнительному комитету. Делегаты съезда утвердили герб и флаг ССРБ.
На I Всебелорусском съезде Советов 3 февраля 1919 года была принята Декларация об объединении Социалистических Советских Республик Литвы и Беларуси (сокращённо Литбел). Подобное решение в феврале 1919 года принял I съезд советов Литвы и Беларуси. Создание Литбел было официально оформлено 27 февраля 1919 года в Вильно. Это государственные образование включало территорию Виленской, Минской, Гродненской и части Ковенской губерний с населением около 4 миллиона человек. Его административным центром стал Вильно. Созданная в феврале 1919 года Литбел, фактически просуществовала только 6 месяцев (до июля 1919 года).
Таким образом, ССРБ стал примером создания белорусского национального государства. Однако спустя всего 2 недели после образования ССРБ лишилась значительной части своей территории, переданной в состав РСФСР, а через месяц стала частью объединённого государства — Литбел. ССРБ и Литбел являются этапами в процессе оформления белорусской национальной государственности на советской основе.
Яков Михайлович Свердлов — Свердлов, Яков Михайлович
Конституция ССРБ -
Конституция Белоруссии#Предыдущие Конституции
Литбел -
Литовско-Белорусская Советская Социалистическая Республика